# Plaça de l'Ajuntament (Alacant)

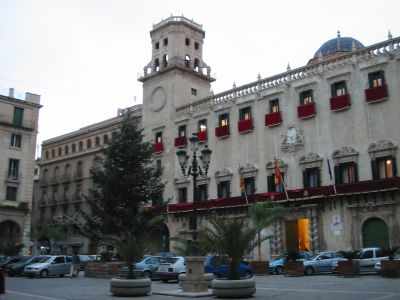
Plaça de l'Ajuntament

La Plaça de l'Ajuntament és una plaça cèntrica de la ciutat vella d'Alacant, situada molt a prop de la mar i el port d'Alacant. És una plaça parcialment porxada. A la plaça es troba el Palau consistorial, d'estil barroc. Durant una època es va anomenar popularment de manera despectiva Plaça de l'Aparcament. El 1944 s'hi va fer un projecte de reordenació.